# Edgar White
Edgar Pardee Earle „Ed“ White (* 17. November 1929 in New York City; † 7. Januar 2014 in Mantoloking, New Jersey) war ein US-amerikanischer Segler.

## Erfolge
Edgar White nahm in der 5,5-Meter-Klasse an den Olympischen Spielen 1952 in Helsinki teil. Dabei war er neben seinem Zwillingsbruder Sumner White und Michael Schoettle Crewmitglied der Complex II, dessen Skipper Britton Chance war. In insgesamt sieben Wettfahrten gelangen ihnen unter anderem drei Siege und beendeten mit 5751 Gesamtpunkten die Regatta daher auf dem ersten Platz. Damit wurden sie vor dem norwegischen Boot Encore von Skipper Peder Lunde und der von Folke Wassén gesteuerten Hojwa aus Schweden Olympiasieger. Edgar und Sumner White waren die ersten Zwillinge, die für die Vereinigten Staaten eine olympische Goldmedaille gewannen.
White schloss 1952 ein Studium an der Harvard University ab. Im Anschluss war er in der Spionageabwehr für die US Army tätig sowie später auch als Aktienhändler und in der Finanzdruckerbranche. Er war verheiratet und hatte drei Töchter.